# Catorce de Septiembre
Catorce de Septiembre är en ort i Mexiko.   Den ligger i kommunen Jiquipilas och delstaten Chiapas, i den sydöstra delen av landet, 700 km sydost om huvudstaden Mexico City. Catorce de Septiembre ligger 762 meter över havet och antalet invånare är 124.
Terrängen runt Catorce de Septiembre är kuperad. Runt Catorce de Septiembre är det ganska glesbefolkat, med 47 invånare per kvadratkilometer. Närmaste större samhälle är Cristóbal Obregón, 17,6 km öster om Catorce de Septiembre. I omgivningarna runt Catorce de Septiembre växer huvudsakligen savannskog.